# Theodor Zopf
Johann Ludwig Theodor Zopf (* 19. Oktober 1834 in Greiz; † 3. Mai 1897 ebenda) war ein deutscher Arzt und Politiker (NLP) im Fürstentum Reuß älterer Linie.

## Familie
Zopf war der Sohn des Arztes Dr. med. Heinrich Ludwig Zopf und dessen Ehefrau Karoline Wilhelmine geborene Barth. Er war evangelisch-lutherisch und heiratete am 24. Februar 1862 in Hermannsgrün Emma Braun (* 31. Mai 1838 in Pohlitz bei Gera; † 17. Dezember 1906 in Greiz), die zweite Tochter des Oberförsters August Braun. Sein Schwager Georg Schlick wurde ebenfalls Abgeordneter.

## Leben
Zopf studierte von 1854 bis Ostern 1856 Medizin in Jena und wechselte dann (nach eigener Aussage wegen des „radauvollen Studentenlebens“ in Jena) nach Leipzig. Im Juli 1858 wurde er in Jena zum Dr. med. promoviert. Nach dem Staatsexamen wurde er praktischer Arzt in Greiz. Im Deutsch-Französischen Krieg 1870/71 diente er als Lazarettarzt.
Er war von 1867 bis 1875 Mitglied des Gemeinderats (aufgrund der Gemeindeordnung von 1871: Stadtverordnetenversammlung) und von 1870 bis 1874 Stadtverordnetenvorsteher. 1871 wurde er Stadtrat in Greiz. Von 1867 bis 1878 war er Abgeordneter im Greizer Landtag. Er war 1877 Landtagsvizepräsident und von 1900 bis 1901 stellvertretender Landtagsvorsitzender und von 1867 bis 1870, von 1872 bis 1873 und 1878 war Zopf Landtagspräsident.
Er war Freimaurer und maßgeblich an der Gründung von verschiedenen gemeinnützigen Vereinen und Einrichtungen in Greiz beteiligt, so der Greizer Armenverein, der Greizer Gewerbeverein, die Greizer Volksbibliothek oder der Greizer Zeitung.